# Obruchevichthys
Obruchevichthys — вимерлий рід стеблових тетраподоморфів з Латвії в пізньому девоні. Коли щелепну кістку, єдину відому скам'янілість цієї істоти, було виявлено в Латвії, її помилково сприйняли як лопатеперу рибу. Однак, коли його проаналізували, виявилося, що він має багато схожості з Elginerpeton із Шотландії. Тоді було оголошено, що він належить до найдавнішої групи чотириногих.